# Baigts-de-Béarn
Baigts-de-Béarn è un comune francese di 823 abitanti situato nel dipartimento dei Pirenei Atlantici nella regione della Nuova Aquitania.

## Società

### Evoluzione demografica
Abitanti censiti